# Вигерт, Беннет
Беннет Вигерт (нем. Bennet Wiegert; род. 25 января 1982, Магдебург) — немецкий гандболист, игравший на позиции левого полусреднего. Выступал за немецкие клубы СК Магдебург, ГК Вильхельмсхафен, Гуммерсбах, СК Магдебург.

## Карьера

### Клубная
Беннет Вегерт воспитанник клуба СК Магдебург. Вегерт начинал профессиональную карьеру в СК Магдебург. В составе СК Магдебург Вегерт выиграл чемпионат Германии в 2001 году и выиграл лигу чемпионов ЕГФ. В 2004 году Беннет Вегерт перешёл в ГК Вильхельмсхафен. В 2006 году Вегерт перешёл в Гуммерсбах.  В 2007 году Беннет Вегерт стал игроком СК Магдебург. 

### В сборной
Беннет Вегерт сыграл за сборную Германии 5 матчей и забросил 14 мячей.

### Тренерская
Является вторым тренером юношеской сборной Германии и тренером немецкого клуба СК Магдебург

## Достижения
Как игрок
- Чемпион Германии: 2001
- Победитель Лиги чемпионов ЕГФ: 2002

Как тренер
- Чемпион Германии: 2022, 2024
- Победитель Кубка Германии: 2016
- Победитель Лиги Европы ЕГФ: 2021